# Black Parthenope
Black Parthenope è un film del 2021 diretto da Alessandro Giglio.

## Trama
Cécile Bonnet, figlia del magnate francese Jacques, arriva a Napoli per dirigere i lavori per la costruzione di una serie di grandi parcheggi sotterranei. La aiuteranno nell'impresa l'assistente di suo padre Greta, il geometra locale Di Marino e il suo project manager Yanis.

## Produzione
Il film è una coproduzione italo-spagnola. L'idea narrativa trae origine dalla leggenda del munaciello ed stato girato prevalentemente nella Napoli sotterranea.

## Distribuzione
Il lungometraggio è stato presentato in anteprima nazionale all'Ischia Film Festival 2021 e alle Giornate Professionali di Cinema di Sorrento 2021. Il film è stato distribuito nelle sale cinematografiche italiane il 2 giugno 2022.

## Accoglienza
Giorgio Amadori su Sentieri selvaggi dà al film un voto di 1.5/5, scrivendo che "fatica a carburare e a far paura". Agnese Albertini su Cinefilos dà un voto di 1.5/5, ritenendolo un film "incapace di relazionarsi tanto coi propri attori quanto con i corrispettivi personaggi di finzione".
Simone Emiliani su MYmovies.it dà al film 2 stelle su 5, affermando che "i limiti più evidenti sono nella costruzione dei personaggi e nei rapporti che li legano, che appaiono solo abbozzati". Anche Alessandro Ricci su Close-up riconosce alcuni limiti ma lo giudica "un buon film".

## Riconoscimenti
- Premio come miglior film thriller e miglior fotografia al HIIFF - Heart International Italian Film Festival.[10]

- Finalista al Shockfest Film Festival 2021.